# Nordsee
Nordsee er en fastfoodkæde med base i Tyskland. De har specialiseret sig i fiskeprodukter af forskellig slags. Kæden er placeret på bl.a. banegårde, motorvejsrastepladser, i lufthavne, indkøbscentre, samt på vigtige handelsgader i de større byer. Kæden har filialer i Østrig, Tjekkiet og Schweiz.
| Tyskland | Spire Denne artikel om et firma eller en virksomhed i Tyskland er en spire som bør udbygges. Du er velkommen til at hjælpe Wikipedia ved at udvide den. |

1. ↑  Navnet er anført på engelsk og stammer fra Wikidata hvor navnet endnu ikke findes på dansk.